# Trichostomum crispulum
Trichostomum crispulum là một loài Rêu trong họ Pottiaceae. Loài này được Bruch miêu tả khoa học đầu tiên năm 1829.

## Hình ảnh

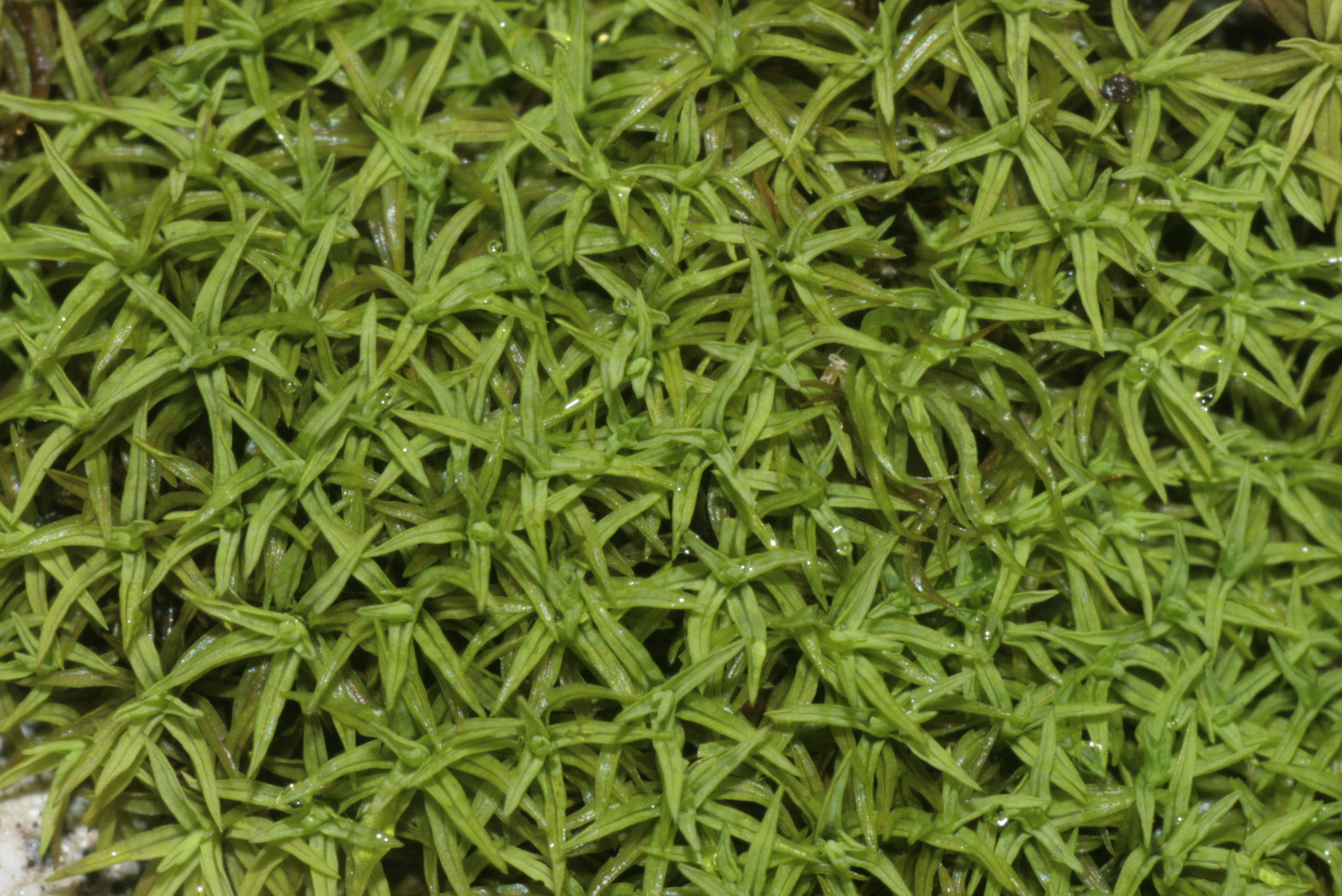
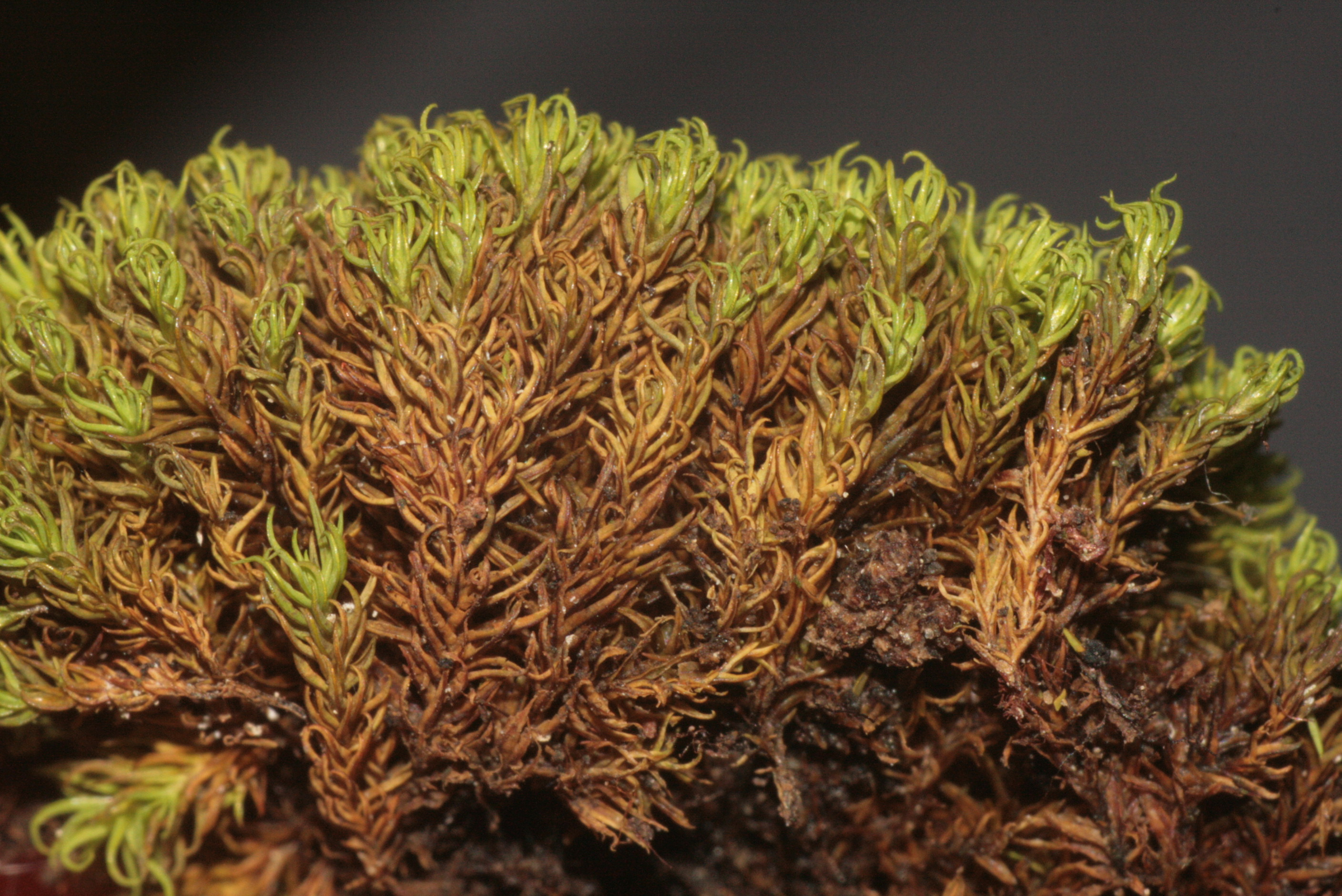
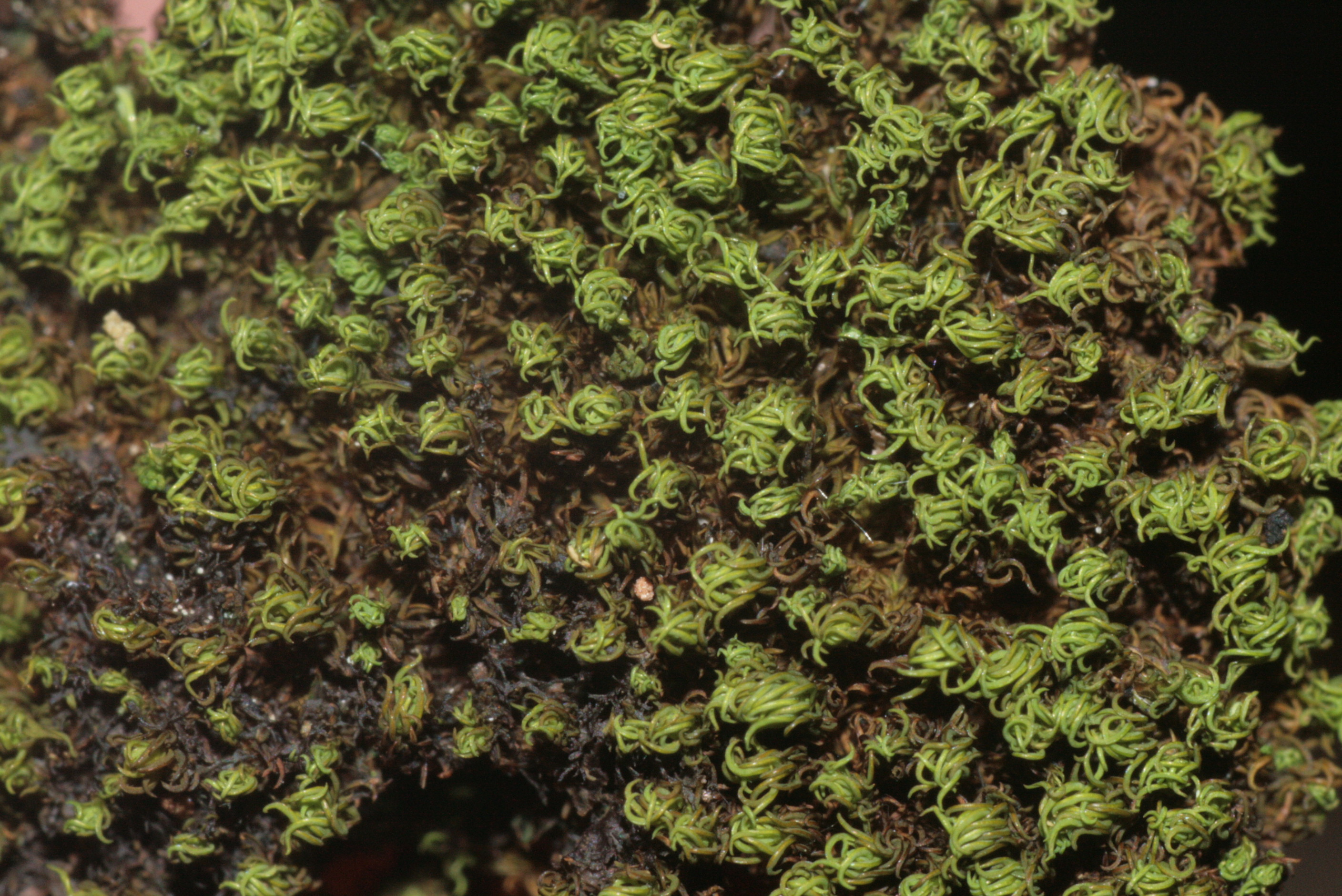
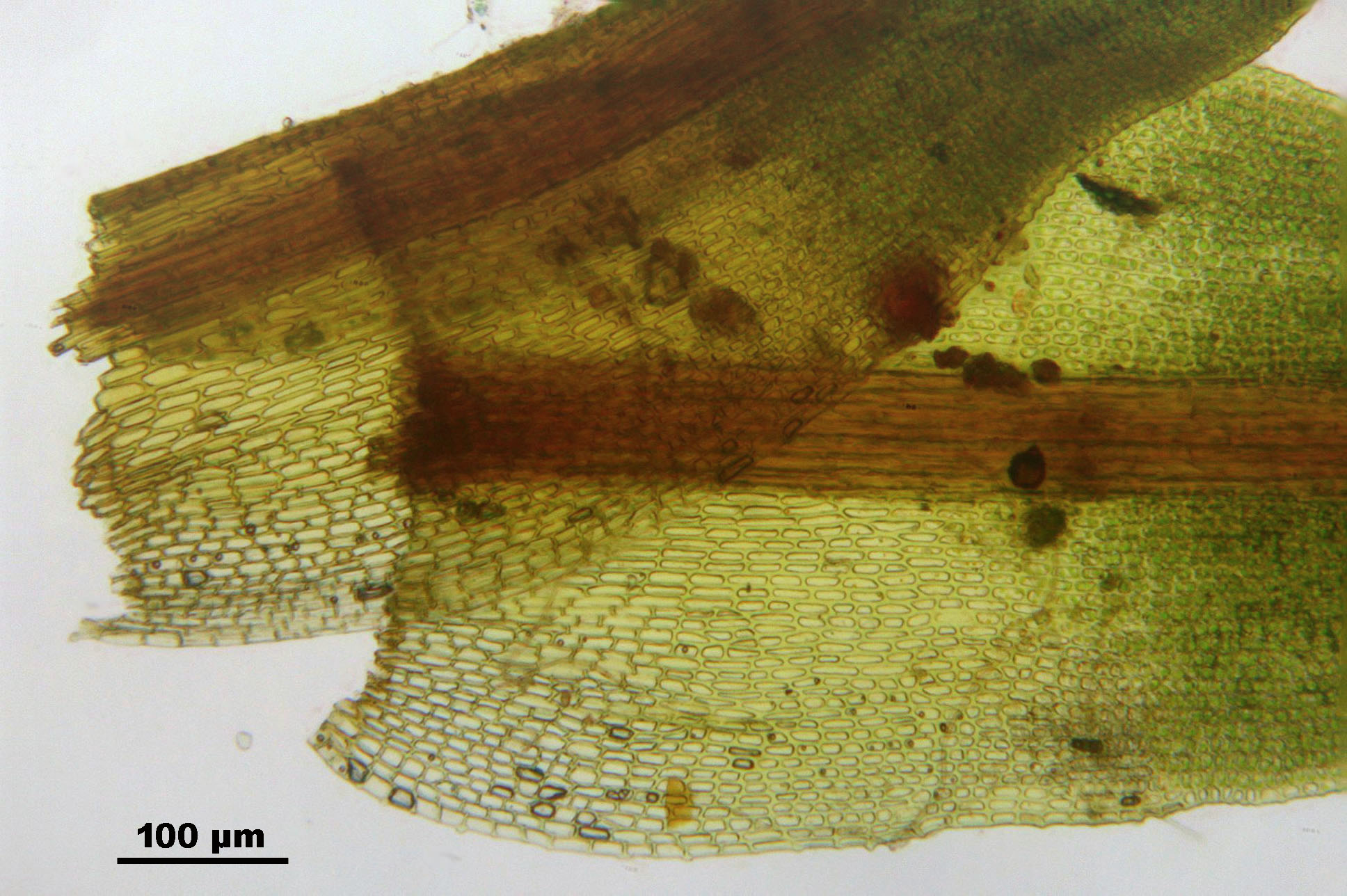